# Natalia Barbu

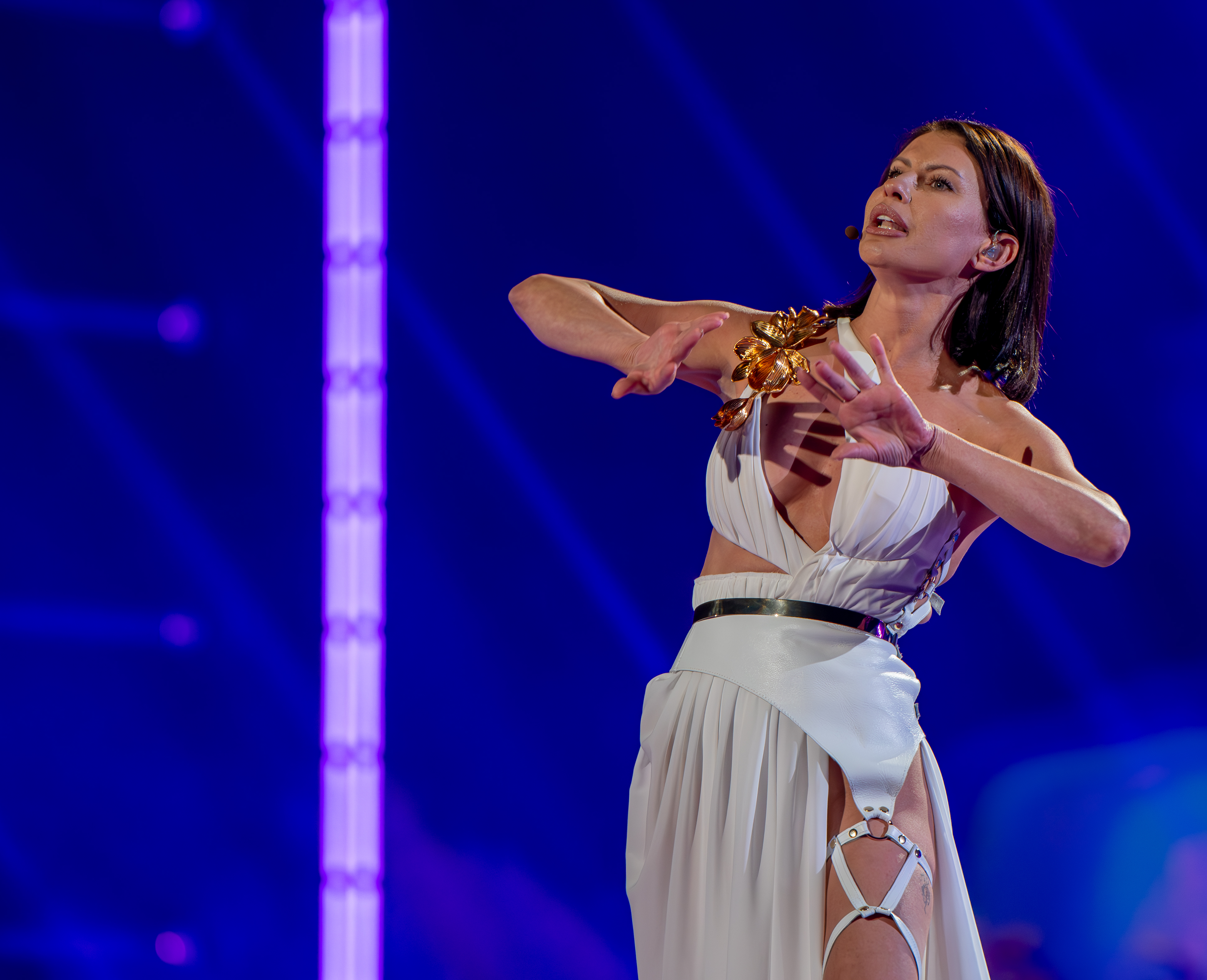
Natalia Barbu (2024)

Natalia Barbu (* 22. August 1979 in Bălți, Moldauische SSR, Sowjetunion) ist eine moldauische Sängerin, die 2007 durch ihre Teilnahme am Eurovision Song Contest 2007 mit dem Song Fight bekannt wurde.

## Leben und Karriere
Barbu stammt aus einer musikalischen Familie und lernte im Alter von sieben Jahren Geige spielen. Vor ihrer Karriere als Sängerin war Barbu Mitglied der Jazz-Band Trigon, bei der sie u. a. beim Songschreiben beteiligt war. Ihre internationale Karriere begann 1998, nachdem sie einen Gesangswettbewerb in der Stadt Mamaia gewann. 2004 nahm sie mit dem Tenor Michael Kleitman das Duett La Verita für dessen Album La Perfetta Idea auf. 2006 unterzeichnete sie ihren Vertrag bei Cat Music.
Am 10. Mai 2007 trat Natalia Barbu im Halbfinale des Eurovision Song Contest in Helsinki für Moldau an, wo sie sich mit einem zehnten Platz für das Finale qualifizierte und denselben Platz auch im zwei Tage später stattgefundenen Finale belegte. Für den Song Fight, der von einem 18-jährigen Komponisten komponiert wurde, hat sie die Geigen selbst eingespielt.
2015 wurde Barbu in einem Ranking des US-amerikanischen Magazins Esquire zur „sexiest woman alive“ der Republik Moldau gekürt.
Am 17. Februar 2024 trat sie beim moldauischen Vorentscheid Etapa Națională an, um Moldau erneut – nach 17 Jahren – beim Eurovision Song Contest 2024 zu vertreten. Es gelang ihr mit dem Titel In the Middle den Vorentscheid für sich zu entscheiden und ihr Heimatland in Malmö vertreten. Allerdings konnte sie sich dort nicht für das Finale qualifizieren.

## Privates
Barbu lebt in Rumänien und ist mit dem rumänischen Geschäftsmann Nicolae Sota verheiratet. Das Paar hat einen Sohn und eine Tochter.

## Diskografie
Alben
- 2001: Între ieri și azi
- 2003: Zbor de dor
- 2009: Fight - Best of Natalia Barbu
- 2009: Sunt fată de măritat
- 2021: La capatul cerului

Singles
- 2006: Îngerul meu
- 2006: Poate
- 2007: Fight
- 2008: Suflet Gol
- 2010: I Feel So Good
- 2011: Do That Thing
- 2011: Let’s Jazz
- 2012: I Said It’s Sad
- 2012: Iubire cu aromă de cafea
- 2013: Confession
- 2014: Sînt fata de măritat (feat. Ana Barbu)
- 2014: In Too Deep
- 2015: Noi 2
- 2018: Firefly
- 2019: Story
- 2019: Deep Inside
- 2024: In the Middle

Kompilationen
- 2007: Eurovision Song Contest Helsinki 2007